# 't Vertrouwen

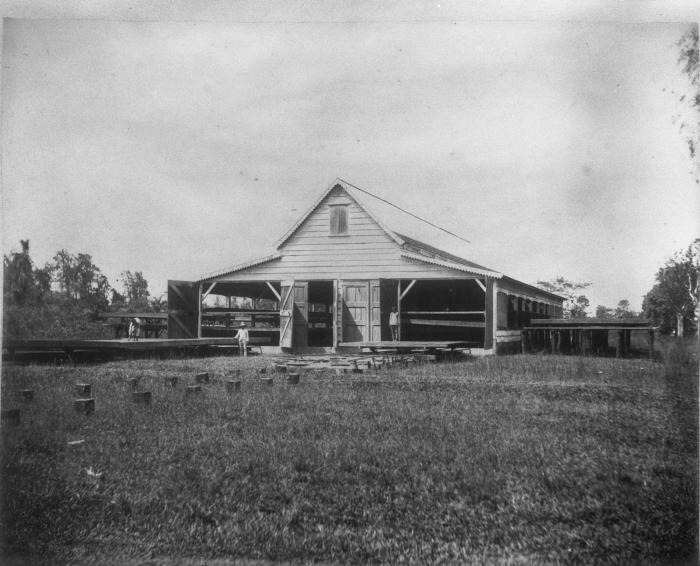
Cacaoloods op de onderneming t Vertrouwen

't Vertrouwen, ook wel Het Vertrouwen, was een plantage aan de Cotticarivier in het district Commewijne in Suriname. Het lag links bij het opvaren, stroomafwaarts naast plantage Mon Souci en stroomopwaarts naast plantage Campenburg. 'T Vertrouwen was de eerste plantage in Suriname met Hindoestaanse contractarbeiders (1869). 

## Geschiedenis
De plantage werd omstreeks 1745 als suikerplantage aangelegd door Jean Paul Taunay, die werd geboren in Koningsbergen, het tegenwoordige Kaliningrad. Zoals veel plantages in dit gebied werden de oorspronkelijke 500 akkers al snel uitgebreid tot 725 akkers.
De plantage is lang in het bezit van de familie Taunay gebleven. Deze familie was actief in de trans-Atlantische slavenhandel vanuit Amsterdam. Van 1820 tot 1843 stond Frederik Taunay als eigenaar vermeld. Er werkten in die tijd meer dan 300 slaven. De plantage behoorde indertijd tot de top 10 van suikerplantages in Suriname. 
Bij de emancipatie in 1863 kwamen er 377 slaven vrij en waren de kinderen van Frederik eigenaar. Naast ’t Vertrouwen behoorden ook de plantages Campenburg, Frederiksburg en La Singularité tot de erfenis van Frederik Taunay.
De volgende familienamen zijn geboekstaafd op 't Vertrouwen bij de afschaffing slavernij:
Alphen, Arco, Arend, Bas, Basel (van), Bertrand, Beurs, Beveren (van), Blanus, Boger, Bol (van der), Bolster, Boomstam, Bootsman, Boreel, Bouwland, Braaf, Brandlicht, Brauw (de), Brenoden, Briel (de), Brittenburg, Broers, Brom (de), Buis, Burg (de), Commok, Corsica, Croesan, Dokkum, Drieling, Foks, Friese, Geduld, Geluk, Gooiland, Goudenstein, Goudvink, Grimaldo, Groeneveld, Guldenhof, Gusman, Haan (de), Haar (ter), Hamel, Han (de), Hans, Hanswijk, Harenberg, Heiliger, Helbardier, Hoefel, Jansen, Jelger, Jobar, Jobson, Judels, Juro, Kammen (van), Kastelein, Kiewiet, Kohier, Kraal, Kroone, Kuisch, Kundert, Lamberg, Liffio, Lunenberg, Malie, Maltas, Malvé, Maro (de), Maston, Meer, Meerveld, Nederrhijn, Ney (van), Noms, Oostzee, Oranje, Overkerk, Piekenier, Plancet, Plas, Polsburg, Praag, Rappo, Robol, Rommy, Rompan, Rotgans, Rusland, Sadelijn, Salamanca, Schade, Scheveningen, Schoonveld, Schuring, Sloot, Snoek, Solo, Steun, Stoppel, Straalsund, Stroeve, Stroom, Talberg, Teloor, Tenpas, Teune, Trouw, Valjaen, Verdun, Verrassing, Vlaanderen, Vrij, Vroom, Vuursch (de), Waerd (de), Waterland, Wezel, Wittevrouw, Zeilenmaker en Zetterman.
Plantage 't Vertrouwen aan de Cottica was - zeer waarschijnlijk - de eerste plantage in Suriname die Hindoestanen in dienst had. Op 5 mei 1869 werkten er namelijk 17 Hindoestaanse contractarbeiders uit Barbados. Het was een incidentele, particuliere 'aanvoer'. Pas vanaf 1873 wordt dit Surinaams beleid; niet vanuit de Britse koloniën in het Caraïbisch gebied, maar rechtstreeks uit Brits-Indië.
Van 1891 tot 1907 was R.H. Leijsner de eigenaar van de plantage. Hij ging over op de teelt van cacao. Banaan werd geteeld als schaduwplant voor de cacao. Daarnaast werd ook koffie geplant. Van de 933 hectare was ongeveer 125 hectare in productie.
In 1910 en 1913 waren de erfgenamen van S.M. Swijt de eigenaren van 't Vertrouwen. In de jaren 1935 tot 1938 was J.D. Fernandes de eigenaar. In die tijd werd er ook rijst verbouwd. Er werkten toen zo'n 30 mensen.